# Idomeneus z Lampsaku
Idomeneus z Lampsaku (IV/III wiek p.n.e.) – uczeń i przyjaciel Epikura, autor zaginionego dzieła o uczniach Sokratesa.